# Savungaz Valincinan
Savungaz Valincinan（1987年4月5日—），是台灣原住民運動者、政治人物，國立東華大學法律學研究所法學碩士，曾參選山地原住民選舉區立法委員落選，現為立委伍麗華助理。

## 姓名
Savungaz Valincinan是布農族，因族內命名制度而繼承其外婆的名字，音譯為撒丰安‧瓦林及那，她曾因民眾對原住民的不了解而被稱呼「撒小姐」。她在高中前曾名李品涵，而後改回原住民姓名。在2024年立委選舉時，她為抗議政府對原住民名字的輕視而改名李我要單列族名我的布農族名字是Savungaz Valincinan。

## 生平
Savungaz 在大學時即活躍於原住民運動、社會運動中，她參與了美麗灣渡假村開發案、大埔事件、王光祿案等，也在太陽花運動時進入立法院議場。他在大學畢業後於小米穗原住民文化基金會中工作，也在立委田秋堇辦公室中實習，而她也參與了原住民族電視台的節目製作。
為爭取原住民族權益，她宣布參選山地原住民選舉區立法委員，是該選區最年輕的候選人。她最後以近7千票落選，但表示下次也會參選。

## 選舉紀錄
| 年度 | 選舉屆數             | 選舉區           | 所屬政黨 | 得票數 | 得票率 | 當選標記 |
| ---- | -------------------- | ---------------- | -------- | ------ | ------ | -------- |
| 2024 | 第十一屆立法委員選舉 | 山地原住民選舉區 | 無黨籍   | 6,840  | 4.74%  |          |